# 黛安娜·比安凯迪
黛安娜·比安凯迪（義大利語：Diana Bianchedi，1969年11月4日—），意大利前女子击剑运动员。她曾代表意大利参加1992年、1996年和2000年夏季奥林匹克运动会击剑比赛，共收获两枚金牌。